# Duran Duran
Duran Duran és un grup musical britànic, un dels més reeixits de la dècada dels anys 80 i un dels més importants representants del moviment estètico-musical New wave. La seva formació original constava dels següents membres: Nick Rhodes (sintetitzadors), John Taylor (baix) i Stephen Duffy (cantant); posteriorment entraren a la formació el bateria Roger Taylor, el guitarrista Andy Taylor i Simon Le Bon, reemplaçant Duffy. Com a curiositat, els membres Taylor no tenen cap mena de parentiu entre ells.
Des dels seus inicis el 1978, Duran Duran han tingut nombrosos èxits amb les seves cançons, i les seves vendes superen els 70 milions d'exemplars.

## Inicis
Nicholas James Bates i John Taylor, companys d'escola i originaris de Birmingham, formaren Duran Duran l'any 1978 amb Stephen Duffy, després d'haver estat anteriorment membres d'altres bandes; tot i que havien considerat noms com RAF (en honor de la Royal Air Force britànica) per batejar el seu grup, finalment escolliren el nom Duran Duran en honor de Durand Durand, un dels personatges de la pel·lícula de ciència-ficció amb tocs eròtics Barbarella, de 1968. Després de la seva primera actuació, el cantant Duffy i el baixista i clarinetista Simon Colley van decidir de deixar el grup; no fou fins al 1980 quan, després de l'addició de Simon Le Bon (cantant), Roger Taylor (bateria) i Andy Taylor (guitarra), es completà la formació "clàssica" dels Duran Duran. En aquesta època Nicholas Bates s'havia canviat el cognom i adoptà el nom amb què ha estat conegut des de llavors, Nick Rhodes.
A poc a poc el grup s'anà fent un nom a la seva ciutat, i la seva reputació augmentà després d'una gira britànica com a teloners de Hazle O'Connor; Paul i Michael Barrow, amos d'un club on els Duran Duran actuaven sovint, esdevingueren els representants de la banda i els oferiren les primeres propostes de contracte discogràfic, a càrrec de Phonogram i EMI; segons afirmà el teclista Nick Rhodes, acceptaren l'oferta d'EMI per patriotisme, tot i que després se'n penedirien, afirmant que els havien estafat.

## Primers discos i èxit massiu
Els dos primers senzills dels Duran Duran, "Planet Earth" i "Careless Memories", aparegueren el febrer i l'abril de 1981, respectivament, i tingueren un èxit considerable a la Gran Bretanya (números 12 i 37, respectivament) tot servint de preludi de la publicació del seu primer disc de llarga durada, Duran Duran, aparegut aquell mes de juny, i que arribà al número 3. Però el seu gran èxit estava a punt d'arribar: després d'una gira britànica i d'una actuació a París, Duran Duran rodaren el vídeoclip del que havia de ser el seu tercer senzill, "Girls on Film". Aquest vídeo, dirigit per Godley i Cream (membres del grup 10cc), portava una altíssima càrrega eròtica, amb escenes de lesbianisme, topless, massatges sensuals... La idea era que el clip fos emès als clubs nocturns i a canals com Playboy TV; la BBC el vetà i la cadena musical MTV va emetre'n una versió censurant les seves imatges més polèmiques. "Girls on Film" ja havia estat tot un èxit abans de l'aparició del vídeoclip —havia arribat al número 5 britànic— però l'enorme polèmica que aquest desfermà impulsà ràpidament les vendes de l'LP, mentre la fama del grup arribava fins i tot a Austràlia, on "Planet Earth" pujà fins al número 1.
El seu segon disc, Rio, aparegué el maig de 1982; l'àlbum confirmà el seu èxit al continent europeu, mentre una sèrie de gires programades pels Estats Units (la tercera, compartida amb Blondie) els obriren les portes del mercat nord-americà. Pensant d'ajudar a la promoció del grup als Estats Units com a banda de música ballable, el segell Capitol Records edità un EP, Carnival, amb diversos temes dels dos primers discos remesclats per a la pista de ball per David Kirshenbaum. "Carnival", publicat el setembre de 1982 en diferents edicions arreu del món, fou un altre èxit rotund; també en aquest període els Duran Duran rodaren dos nous vídeos, dels temes "Rio" (que recordava a l'erotisme del vídeo de "Girls on Film") i "Hungry like the Wolf", inspirat en les aventures d'Indiana Jones. Mentrestant, la princesa Diana de Gal·les declarà que els Duran Duran eren el seu grup musical preferit, i així la premsa del cor passà a seguir també les evolucions del quintet.
Després d'un any rodó que culminà en un concert al club The Palladium (Nova York) la nit de cap d'any, els Duran Duran vivien els seus moments de màxima fama; la premsa musical començà a comparar el furor que despertaven amb la Beatlemania dels anys 60, i aviat es popularitzà el sobrenom "The Fab Five" (també inspirat en els Beatles) per referir-se al grup. Entre tot l'enrenou mediàtic, els Duran Duran realitzaren diverses sessions d'estudi a prop de Canes, a l'Illa de Montserrat i a Sydney per preparar el que acabaria sent el tercer àlbum del grup, Seven and the Ragged Tiger, presentat el novembre de 1983 i acompanyat per una gira mundial durant el primer terç de 1984. El grup també enregistrà el documental "Sing Blue Silver" i l'àlbum en directe Arena (que inclogué un tema nou, "Wild Boys"), tot publicat el 1984.

## Primeres divisions
Tanmateix, l'èxit i la fama que havien aconseguit afectà l'estabilitat dels Duran Duran, que el 1985 es dedicaren a projectes personals, que funcionaven paral·lelament al grup; l'únic material que enregistraren aquell any com a Duran Duran fou el senzill "A View to a Kill", inclòs a la banda sonora de la pel·lícula de James Bond Panorama per matar.
John i Andy Taylor, d'una banda, formaren el grup Power Station juntament amb el cantant Robert Palmer i Tony Thompson, bateria de Chic; l'estil de Power Station era molt més agressiu que el de Duran Duran: un rock ple de guitarres que vorejava els límits del hard rock i que mostraren al disc Power Station, amb cert èxit gràcies a la versió de "Get it on", de T.Rex. Per la seva part, el cantant Simon Le Bon, Nick Rhodes i Roger Taylor també formaren un grup alternatiu, anomenat Arcadia, de tendència més gòtica i experimental; Arcadia enregistrà el disc So Red The Rose, que malgrat comptar amb col·laboradors com David Gilmour, Grace Jones o Sting, no tingué un ressò considerable i provocà que el grup quedés ràpidament aparcat.
Tanmateix, tot i que després de dedicar-se als grups paral·lels el quintet tornà a reagrupar-se per tocar al concert Live Aid de 1985, aquesta actuació seria la darrera en molts anys en què coincidiren els cinc membres originals de la banda. Després es produïren dues baixes; la primera, la del bateria Roger Taylor, seguida posteriorment per la del guitarrista Andy Taylor, que encara feu algunes contribucions al següent disc de Duran Duran mentre es resolien els problemes legals de la seva sortida. Aquest següent disc, Notorious, aparegué finalment el mes d'octubre de 1986, i sorprengué la seva base d'aficionats a causa del seu aire funk, amb abundància d'instruments de metall. Però els nous temes no pogueren repetir els triomfs del seu material anterior, i els membres restants de Duran Duran començaren a preguntar-se si el canvi d'estil i d'imatge no havia estat una equivocació.

## Noves incorporacions i alts-i-baixos
Després de despatxar els seus representants el 1987, Duran Duran publicaren el seu nou disc, anomenat Big Thing, el 1988, amb les col·laboracions del guitarrista Warren Cuccurullo i el bateria Sterling Campbell; el nou so del grup s'acostava als corrents de música house i techno populars aleshores, i que els retornaven a l'experimentació electrònica dels seus primers discos. Els seus senzills ("I don't want your love", Do you believe in Shame?" i "All she wants is") tingueren èxit divers a Europa i els Estats Units; després de la gira de presentació de l'àlbum, Cuccurullo i Campbell foren acceptats com a membres de ple dret de Duran Duran, que així tornava a ser un quintet.
Un any després veié la llum Decade: Greatest Hits, una recopilació dels seus grans èxits, seguida un any després per Liberty, un nou disc d'estudi, l'últim de Sterling Campbell amb Duran Duran; el quartet restant (LeBon, Rhodes, Taylor i Cuccurullo) durà fins al 2001. El primer disc dels Duran Duran com a quartet fou l'aclamat Duran Duran, anomenat a vegades "The Wedding Album" (l'àlbum de les noces) per la seva portada —un muntatge creat a partir de fotografies de les cerimònies matrimonials dels pares dels membres— i per distingir-lo del disc de debut del grup, també sense títol. L'èxit dels senzills "Ordinary World" (que fins i tot rebé el Premi Ivor Novello el mateix any 1993) i "Come Undone" impulsà les vendes del disc i retornà als Duran Duran la fama i la consideració crítica que havien perdut en els últims anys. Entre 1993 i 1994 el grup inicià la seva gira més extensa, que hagué d'interrompre's momentàniament als 7 mesos degut a problemes a les cordes vocals de Simon LeBon.
Duran Duran, doncs, tornaven a tastar l'èxit (de fet, el baixista John Taylor havia reconsiderat la seva decisió de deixar el grup) però aquest nou reconeixement no durà gaire: el 1995 Duran Duran publicaren Thank You, un disc de versions de temes d'artistes com Lou Reed, Led Zeppelin o Public Enemy; "Thank You" comptà amb la participació del bateria Roger Taylor —que tornà a col·laborar momentàniament amb el grup— i fins i tot d'alguns dels artistes originals, com Melle Mel (de qui van versionar "White Lines (Don't do It)", el segon senzill extret del disc). Tot i que les versions comptaren amb l'aprovació dels artistes originals (de fet, Lou Reed la considerà la millor versió que s'havia enregistrat mai d'una cançó seva), la premsa i el públic li giraren l'esquena, i el grup només realitzà una petita gira promocional durant l'estiu de 1995.
La tensió i la frustració pels resultats de "Thank You" van fer que John Taylor decidís de fundar un nou grup, Neurotic Outsiders, juntament amb membres de Guns N' Roses i Sex Pistols, i un segell discogràfic, B5 Records. Taylor també intentà ressuscitar el grup Power Station, però per problemes personals no pogué participar-hi. Finalment, Taylor contribuí a les sessions del següent disc dels Duran Duran, Medazzaland, però a principis de 1997 anuncià que deixava el grup per sempre. El trio restant (LeBon, Rhodes i Cuccurullo) completà el disc, que finalment veié la llum el mes d'octubre, precedit pels senzills "Out of my Mind" (inclòs a la banda sonora de la pel·lícula El Sant) i "Electric Barbarella", en referència a la pel·lícula que els serví d'inspiració per adoptar un nom. El 1998 Duran Duran publicaren la recopilació Greatest i actuaren a un concert en homenatge a la princesa Diana de Gal·les, reconeguda admiradora seva, que s'havia mort el 1997.
"Greatest" resultà ser l'últim disc del grup amb el seu segell de sempre, EMI; Duran Duran signaren un contracte de tres discos amb la discogràfica Hollywood Records, però els discrets resultats de l'àlbum Pop Trash (2000) provocaren la seva cancel·lació anticipada.

## Reunió i separació d'Andy Taylor
L'any 2000 LeBon i Taylor es posaren d'acord per reunir la formació original dels Duran Duran, i degut a això Warren Cuccurullo fou despatxat; tanmateix, abans de deixar el grup, Cuccurullo completà unes actuacions al Japó per obligacions contractuals, després de les quals tornà al seu grup anterior, Missing Persons, que també s'estava reunint per aquelles dates. Entre el 2001 i el 2003 el grup treballà amb material nou a Saint Tropez i Londres; per tal de comprovar el potencial que conservaven els Duran Duran, organitzaren una sèrie d'actuacions el 2003 per celebrar el 25è aniversari de la seva formació. L'èxit d'aquests concerts superà totes les expectatives i donà arguments al grup per organitzar una gira molt més ambiciosa de cara al 2004, amb actuacions als Estats Units, Austràlia, Nova Zelanda i Gran Bretanya, culminant amb cinc concerts al Wembley Arena al mes d'abril de 2004, dos dels quals foren filmats i publicats el novembre en DVD amb el títol "Duran Duran: Live From London". Ja el mes anterior havia aparegut el nou disc de Duran Duran, Astronaut, que retornà el grup a les posicions privilegiades de les llistes de vendes. Més concerts seguiren l'any 2005, entre ells una actuació al Live 8 de Roma.
Després de versionar el tema "Instant Karma" (de John Lennon) per a una campanya patrocinada per Amnistia Internacional i d'actuar en els Jocs Olímpics d'Hivern de 2006 a Torí i al lliurament dels Premis Nobel, els Duran Duran anaren a Califòrnia per preparar nou material, que enregistraren a Londres amb el productor Michael Patterson; les cançons obtingudes havien d'aparèixer en un disc suposadament titulat Reportage, però els mesos passaren sense que se'n rebessin més notícies; mentrestant Duran Duran entraren en contacte amb Justin Timberlake i el productor Timbaland, amb qui col·laboraren en tres cançons. Però a finals del 2006 es produí la separació del guitarrista Andy Taylor, que fou substituït per Dom Brown; el nou quintet enregistrà un nou àlbum, Red Carpet Massacre, amb les col·laboracions de Timbaland, i deixà Reportage aparcat. Duran Duran actuaren a l'estadi de Wembley en dues ocasions —en un altre concert-homenatge a la Princesa Diana i en el Live Earth Concert— abans de publicar el nou disc, que aparegué finalment el novembre del 2007, i fou presentat en tres espectacles a Broadway, Londres i Dublín, seguit per una gira mundial durant el 2008.
David Lynch va dirigir un concert de Duran Duran el 2011,